# Ai no shuku
Les ai no shuku (間の宿, « station intermédiaire ») étaient des stations informelles le long des routes historiques du Japon. Ces stations se formaient naturellement sur les routes, telles que le Tōkaidō et le Nakasendō, quand la distance entre deux étapes était trop longue ou quand il y avait des passages difficiles dans les environs. Parce qu'elles ne faisaient pas partie des stations enregistrées, les voyageurs n'étaient pas autorisés à y séjourner.

## Quelquesai no shuku

### Tōkaidō
- Ninomiya-shuku (二宮宿) (entre Ōiso-juku et Odawara-juku), Ninomiya, préfecture de Kanagawa
- Hatake-shuku (畑宿) (entre Odawara-shuku et Hakone-juku), Hakone, préfecture de Kanagawa
- Iwabuchi-shuku (岩淵宿) (entre Yoshiwara-juku et Kanbara-juku, Fuji, préfecture de Shizuoka
- Kikugawa-shuku (菊川宿) (entre Kanaya-juku et Nissaka-shuku), Shimada, préfecture de Shizuoka
- Moto-juku (本宿) (entre Akasaka-juku et Fujikawa-shuku), Okazaki, préfecture d'Aichi
- Arimatsu-shuku (有松宿) (entre Chiryū-juku et Narumi-juku), Nagoya, préfecture d'Aichi

### Nakasendō
- Fukiage-shuku (吹上宿) (entre Kōnosu-shuku et Kumagai-shuku), Kōnosu, préfecture de Saitama
- Motai-shuku (茂田井宿) (entre Mochizuki-shuku et Ashida-shuku), Saku, préfecture de Nagano
- Shinkanō-juku (新加納宿) (entre Unuma-juku et Kanō-juku), Kakamigahara, préfecture de Gifu

### Autres routes
- Chino-shuku (茅野宿) (entre Shimosuwa-shuku et Kanazawa-shuku) sur le Kōshū Kaidō, Chino, préfecture de Nagano
- Mahashi-shuku (馬橋宿) (entre Matsudo-shuku et Kogane-shuku) sur le Mito Kaidō, Matsudo, préfecture de Chiba
- Funabashi-shuku (船橋宿) (entre Ichikawa-shuku et Teradai-shuku) sur le Narita Kaidō, Funabashi, préfecture de Chiba